# راتاری (اوبرنوواتس)
راتاری (به صربی: Ratari) یک منطقهٔ مسکونی در صربستان است که در اوبرنوواتس واقع شده‌است. راتاری ۵٫۷۶ کیلومتر مربع مساحت و ۵۹۶ نفر جمعیت دارد و ۶۶ متر بالاتر از سطح دریا واقع شده‌است.